# Serie A1 1984-1985 (pallacanestro femminile)
Il campionato di Serie A1 di pallacanestro femminile 1984-1985 è stato il cinquantaquattresimo organizzato in Italia.
La Fiorella Vicenza ha vinto il suo nono titolo, quarto consecutivo, battendo nelle due gare di finale la Bata Viterbo.

## Stagione

### Novità
Nella stagione precedente Barletta, GEAS e Treviso sono retrocesse in Serie A2. Il loro posto è stato preso dalle promosse Ancona Basket, Caserta e C.A. Faenza.

### Formula
La formula varia di poco: le sedici società vengono divise in due gironi da otto, con partite di andata e ritorno. Le prime quattro di ogni girone si classificano per la Poule finale, le ultime quattro per la Poule recupero. Nella seconda fase, vengono conteggiati anche i risultati della prima e si ripetono gli scontri già disputati. Dopo la stagione regolare, le ultime tre della Poule recupero retrocedono in Serie A2, mentre la prima si gioca il titolo ai play-off contro le prime sette della Poule finale, con quarti, semifinali e finali al meglio di tre gare.

## Prima fase

### Girone A
|  |    | Classifica finale 1984-1985 | Pt | G  | V  | P  | PtF  | PtS  |
|  | -- | --------------------------- | -- | -- | -- | -- | ---- | ---- |
|  | 1. | Sidis Ancona                | 22 | 14 | 11 | 3  | 1226 | 1030 |
|  | 2. | Hermes Milano               | 20 | 14 | 10 | 4  | 1232 | 916  |
|  | 3. | Ledisan Trieste             | 20 | 14 | 10 | 4  | 1215 | 1034 |
|  | 4. | Ginnastica Comense          | 16 | 14 | 8  | 6  | 1035 | 954  |
|  | 5. | Lanerossi Schio             | 16 | 14 | 8  | 6  | 1247 | 969  |
|  | 6. | Filati Crosa Spinea         | 14 | 14 | 7  | 7  | 981  | 894  |
|  | 7. | Ibici Busto Arsizio         | 4  | 14 | 2  | 12 | 1068 | 1095 |
|  | 8. | Caserta                     | 0  | 14 | 0  | 14 | 542  | 1502 |

### Girone B
|  |    | Classifica finale 1984-1985 | Pt | G  | V  | P  | PtF  | PtS  |
|  | -- | --------------------------- | -- | -- | -- | -- | ---- | ---- |
|  | 1. | Fiorella Vicenza            | 28 | 14 | 14 | 0  | 1227 | 839  |
|  | 2. | Bata Viterbo                | 22 | 14 | 11 | 3  | 1285 | 955  |
|  | 3. | Unimoto Cesena              | 16 | 14 | 8  | 6  | 1136 | 1008 |
|  | 4. | Omsa Faenza                 | 14 | 14 | 7  | 7  | 1146 | 1090 |
|  | 5. | Starter Parma               | 12 | 14 | 6  | 8  | 1080 | 1094 |
|  | 6. | Despar Pescara              | 10 | 14 | 5  | 9  | 1022 | 1123 |
|  | 7. | Carisparmio Avellino        | 8  | 14 | 4  | 10 | 1039 | 1130 |
|  | 8. | Roma                        | 0  | 14 | 0  | 14 | 724  | 1502 |

## Seconda fase

### Poule finale
|  |    | Classifica finale 1984-1985 | Pt | G  | V  | P  | PtF  | PtS  |
|  | -- | --------------------------- | -- | -- | -- | -- | ---- | ---- |
|  | 1. | Fiorella Vicenza            | 44 | 22 | 22 | 0  | 2219 | 1619 |
|  | 2. | Bata Viterbo                | 34 | 22 | 17 | 5  | 2316 | 1799 |
|  | 3. | Sidis Ancona                | 28 | 22 | 14 | 8  | 2313 | 1994 |
|  | 4. | Ledisan Trieste             | 28 | 22 | 14 | 8  | 2313 | 1994 |
|  | 5. | Hermes Milano               | 26 | 22 | 13 | 9  | 2270 | 1849 |
|  | 6. | Ginnastica Comense          | 22 | 22 | 11 | 11 | 1883 | 1810 |
|  | 7. | Unimoto Cesena              | 20 | 22 | 10 | 12 | 2103 | 1841 |
|  | 8. | Omsa Faenza                 | 10 | 22 | 5  | 17 | 869  | 1122 |

### Poule recupero
|  |    | Classifica finale 1984-1985 | Pt | G  | V  | P  | PtF  | PtS  |
|  | -- | --------------------------- | -- | -- | -- | -- | ---- | ---- |
|  | 1. | Lanerossi Schio             | 36 | 22 | 18 | 4  | 2443 | 1890 |
|  | 2. | Filati Crosa Spinea         | 30 | 22 | 15 | 7  | 1849 | 1648 |
|  | 3. | Despar Pescara              | 18 | 22 | 9  | 13 | 1987 | 2052 |
|  | 4. | Starter Parma               | 18 | 22 | 9  | 13 | 2029 | 2017 |
|  | 5. | Ibici Busto Arsizio         | 18 | 22 | 9  | 13 | 1997 | 1937 |
|  | 6. | Carisparmio Avellino        | 16 | 22 | 8  | 14 | 1989 | 2020 |
|  | 7. | Caserta                     | 2  | 22 | 1  | 21 | 994  | 2720 |
|  | 8. | Roma                        | 2  | 22 | 1  | 21 | 1381 | 2696 |

## Terza fase

### Play-off
|  | Quarti di finale | Quarti di finale   | Quarti di finale   | Quarti di finale | Quarti di finale |  |  | Semifinali       | Semifinali       | Semifinali       | Semifinali   | Semifinali   |    |    | Finale | Finale           | Finale           | Finale | Finale |  |
|  |                  |                    |                    |                  |                  |  |  |                  |                  |                  |              |              |    |    |        |                  |                  |        |        |  |
|  | 1                | Fiorella Vicenza   | Fiorella Vicenza   | 81               | 85               |  |  |                  |                  |                  |              |              |    |    |        |                  |                  |        |        |  |
|  | 1r               | Lanerossi Schio    | Lanerossi Schio    | 73               | 73               |  |  | Fiorella Vicenza | Fiorella Vicenza | Fiorella Vicenza | 81           | 75           |    |    |        |                  |                  |        |        |  |
|  | 3                | Sidis Ancona       | Sidis Ancona       | 88               | 70               |  |  | Hermes Milano    | Hermes Milano    | Hermes Milano    | 65           | 62           |    |    |        |                  |                  |        |        |  |
|  | 5                | Hermes Milano      | Hermes Milano      | 90               | 79               |  |  |                  |                  |                  |              |              |    |    |        | Fiorella Vicenza | Fiorella Vicenza | 91     | 58     |  |
|  | 2                | Bata Viterbo       | 74                 | 73               | 73               |  |  |                  |                  |                  | Bata Viterbo | Bata Viterbo | 67 | 54 |        |                  |                  |        |        |  |
|  | 7                | Unimoto Cesena     | 63                 | 85               | 62               |  |  | Bata Viterbo     | Bata Viterbo     | 80               | 90           | 75           |    |    |        |                  |                  |        |        |  |
|  | 4                | Ledisan Trieste    | Ledisan Trieste    | 81               | 81               |  |  | Ledisan Trieste  | Ledisan Trieste  | 81               | 78           | 74           |    |    |        |                  |                  |        |        |  |
|  | 6                | Ginnastica Comense | Ginnastica Comense | 73               | 73               |  |  |                  |                  |                  |              |              |    |    |        |                  |                  |        |        |  |

## Verdetti
- Campione d'Italia:  Fiorella Vicenza
Formazione: Antonella Armilletti, Laura Biondani, Dal Corso, Mara Fullin, Lidia Gorlin, Janice Lawrence, Stefania Passaro, Valentina Peruzzo, Catarina Pollini, Bev Smith, Stefania Stanzani. Allenatore: Aldo Corno.
- Retrocessioni in Serie A2: Caserta e Roma.
- La Carisparmio Avellino è ripescata al posto della Filati Crosa Spinea.